# Wilamowice (gemeente)
De gemeente Wilamowice is een stad- en landgemeente in het Poolse woiwodschap Silezië, in powiat Bielski (Silezië).
De zetel van de gemeente is in Wilamowice.
Op 30 juni 2004 telde de gemeente 14 888 inwoners.

## Oppervlakte gegevens
In 2002 bedroeg de totale oppervlakte van gemeente Wilamowice 56,72 km², waarvan:
- agrarisch gebied: 76%
- bossen: 8%

De gemeente beslaat 12,41% van de totale oppervlakte van de powiat.

## Demografie
Stand op 30 juni 2004:
| Omschrijving                   | Totaal | Totaal | Vrouwen | Vrouwen | Mannen | Mannen |
| ------------------------------ | ------ | ------ | ------- | ------- | ------ | ------ |
| eenheid                        | aantal | %      | aantal  | %       | aantal | %      |
| inwoners                       | 14 888 | 100    | 7600    | 51      | 7288   | 49     |
| bevolkingsdichtheid (inw./km²) | 262,5  | 262,5  | 134     | 134     | 128,5  | 128,5  |

In 2002 bedroeg het gemiddelde inkomen per inwoner 1254,9 zł.

## Plaatsen
- Wilamowice (gemeentezetel)
- Pisarzowice
- Dankowice
- Stara Wieś
- Hecznarowice
- Zasole Bielańskie

## Aangrenzende gemeenten
Bestwina, Bielsko-Biała, Brzeszcze, Kęty, Kozy, Miedźna